# Кристиан, граф Розенборг
Кристиан, граф Розенборг (дат. Christian, Greve af Rosenborg; 22 октября 1942, Копенгаген — 21 мая 2013, Копенгаген) — датский аристократ из династии Глюксбургов, младший сын кронпринца Кнуда Датского.

## Биография
Кристиан родился 22 октября 1942 года в Копенгагене в семье принца Кнуда Датского и его супруги Каролины Матильды Датской. Он был младшим из трёх детей, у него была старшие сестра принцесса Елизавета (1935—2018) и брат Ингольф (род. 1940).
В 1953 году король Фредерик IX принял новый закон престолонаследия, который разрешал женщинам вступать на престол. В связи с новым законом наследницей престола была назначена принцесса Маргете, а Кристиан стал шестым в порядке наследования датского престола.
Служил в Королевских ВМС, после выхода в отставку в 2006 году был назначен командующим Береговой охраны Гренландии, получив звание лейтенанта-коммандера.
Скончался 21 мая 2013 года от рака горла в возрасте 70 лет

## Семья
27 февраля 1971 года женился на Анне-Дорте Мальтофт-Нильсен (1947—2014), которая была простолюдинкой. После свадьбы он лишился очереди на королевский трон, получив взамен титул граф Розенборг, который также носил его старший брат Ингольф. В браке у супругов родились 3 дочери:
- Йозефина Каролина Елизавета, графиня Росенборг[дат.] (род. 29 октября 1972), в 1-м браке состояла с Томасом Кристианом Шмидтом, от которого у неё было двое детей; супруги развелись в 2014 году. Во втором браке состоит с Кеннетом Шмидтом, от которого у неё есть один сын.
- Камилла Александра Кристина, графиня Росенборг[дат.] (род. 29 октября 1972), вышла замуж за Микаэля Йона Росанеса, у супругов 4 детей;
- Феодора Матильда Елена, графиня Росенборг[дат.] (род. 27 февраля 1975), вышла замуж за Мортена Рённова, от которого у неё дочь. Ранее была замужем за Эриком Эрве Патриком Паттом; брак был бездетным.